# Margarete von Savoyen (Selige)
Margarete von Savoyen (* um 1382 in Pinerolo, Piemont; † 23. November 1464 in Alba) war eine Markgräfin von Montferrat sowie Dominikanerin und wird in der katholischen Kirche als Selige verehrt.

## Leben
Margarete von Savoyen war die älteste von vier Töchtern des Fürsten Amadeus von Savoyen-Achaia, Herrn von Piemont, und seiner Gemahlin Katharina von Genf, der Schwester des Gegenpapstes Clemens VII. 1403 wurde sie die dritte Gattin des wesentlich älteren, aus der byzantinischen Dynastie der Palaiologen stammenden Markgrafen Theodor II. von Montferrat. Die Ehe blieb kinderlos. Margarete setzte sich für die Beendigung der seit 1378 herrschenden Spaltung innerhalb der katholischen Kirche (Abendländisches Schisma) ein.
Die Markgräfin wurde unter dem Eindruck der Predigten des katalanischen Dominikanermissionars Vinzenz Ferrer noch frommer. Nach dem Tod ihres Gatten (1418) überließ sie die Regierung von Montferrat ihrem Stiefsohn Johann Jakob und zog sich auf ihr Schloss in Alba im Piemont zurück. Sie lehnte den Heiratsantrag des mailändischen Herzogs Filippo Maria Visconti ab und gründete, um keine zweite Ehe eingehen zu müssen, im Jahr 1420 auf ihrem Schloss mit adligen Damen ihres Gefolges eine Gemeinschaft des Dritten Ordens des heiligen Dominikus. Diese organisierte sie 1445 in ein Kloster um, wurde Nonne des Zweiten Ordens des heiligen Dominikus und fungierte bis zu ihrem Lebensende als Äbtissin.
Am 13. Dezember 1464 wurden Margaretes sterblichen Überreste zunächst in einem einfachen Grab beigesetzt, aber 1481 in eine bedeutend prunkvollere letzte Ruhestätte in ihrem Kloster überführt.

## Verehrung und Ikonographie
1566 gestattete Papst Pius V. die Begehung von Margaretes Fest; Clemens IX. bestätigte am 8. Oktober 1669 ihre Beatifikation. Ihr Gedenktag wird in der Katholischen Kirche am 23. November gefeiert, im Dominikanerorden dagegen am 25. November.
In der Bildenden Kunst wird Margarete häufig als Nonne dargestellt, die drei Pfeile hält – zum Beispiel auf einem Gemälde in der Kirche San Michele Maggiore in Pavia. Ein weiteres oft anzutreffendes Motiv ist ein im Hintergrund abgebildeter Hirsch (da sie angeblich einen zahmen Hirsch in ihrem Kloster hielt).